# Bear Valley Springs
Bear Valley Springs és una concentració de població designada pel cens dels Estats Units a l'estat de Califòrnia. Segons el cens del 2000 tenia 4.232 habitants.

## Demografia
Segons el cens del 2000, Bear Valley Springs tenia 4.232 habitants, 1.586 habitatges, i 1.329 famílies. La densitat de població era de 39,4 habitants per km².
Dels 1.586 habitatges en un 32,2% hi vivien nens de menys de 18 anys, en un 76,9% hi vivien parelles casades, en un 4% dones solteres, i en un 16,2% no eren unitats familiars. En el 13,6% dels habitatges hi vivien persones soles el 6,6% de les quals corresponia a persones de 65 anys o més que vivien soles. El nombre mitjà de persones vivint en cada habitatge era de 2,67 i el nombre mitjà de persones que vivien en cada família era de 2,93.
Per edats la població es repartia de la següent manera: un 26,5% tenia menys de 18 anys, un 3,1% entre 18 i 24, un 22,3% entre 25 i 44, un 29,3% de 45 a 60 i un 18,8% 65 anys o més.
L'edat mediana era de 44 anys. Per cada 100 dones de 18 o més anys hi havia 94,3 homes.
La renda mediana per habitatge era de 61.169 $ i la renda mediana per família de 64.583 $. Els homes tenien una renda mediana de 61.834 $ mentre que les dones 31.591 $. La renda per capita de la població era de 27.388 $. Entorn del 5,4% de les famílies i el 7,2% de la població estaven per davall del llindar de pobresa.

## Poblacions més properes
El següent diagrama mostra les poblacions més properes.